# Notiothops birabeni
Notiothops birabeni är en spindelart som först beskrevs av Helmuth Zapfe 1961.  Notiothops birabeni ingår i släktet Notiothops och familjen Palpimanidae. Inga underarter finns listade i Catalogue of Life.